# Gillingham Football Club
Il Gillingham Football Club, meglio noto come Gillingham, è una società calcistica inglese con sede nella città di Gillingham, nel Kent. Milita in Football League Two, quarta serie del campionato inglese.
Unico club della Football League con sede nel Kent, disputa le gare casalinghe nel Priestfield Stadium.

## Storia
Fu fondato nel 1893 e si affiliò alla Football League nel 1920. Escluso dalla Third Division South in favore dell'Ipswich Town alla fine della stagione 1937-1938, tornò nella serie di vertice 12 anni più tardi, dopo l'espansione da 88 a 92 club del campionato. Alla fine degli anni ottanta andò due volte vicino alla promozione in seconda divisione, ma un successivo periodo di declino condusse la società alla quasi retrocessione nella Football Conference nel 1993. Dal 2000 al 2005 ha militato nella seconda serie per la prima e unica volta nella sua storia, raggiungendo il miglior piazzamento nel 2002-2003, con l'undicesimo posto.
La stagione 2012-2013 è la stagione della rinascita per il Gillingham piazzatosi 1º nella Football League Two con ben 91 punti e raggiungendo la prima storica promozione in League One.

## Palmarès

### Competizioni nazionali
- Campionato inglese di quarta divisione: 2

1963-1964, 2012-2013
- Southern League: 2

1946-1947, 1948-1949

### Competizioni regionali
- Kent Football League: 1

1945-1946
- Kent Senior Cup: 2

1945-1946, 1947-1948

### Altri piazzamenti
- Third Division:

Secondo posto: 1973-1974
Terzo posto: 1999-2000
- Campionato inglese di quarta divisione:

Secondo posto: 1973-1974, 1995-1996
Vittoria play-off: 2008-2009
- Southern Football League:

Secondo posto: 1947-1948
- Football League Trophy:

Semifinalista: 2014-2015

## Statistiche e record

### Partecipazione ai campionati
| Livello | Categoria                    | Partecipazioni | Debutto   | Ultima stagione | Totale |
| ------- | ---------------------------- | -------------- | --------- | --------------- | ------ |
| 2º      | First Division               | 4              | 2000-2001 | 2003-2004       | 5      |
| 2º      | Football League Championship | 1              | 2004-2005 | 2004-2005       | 5      |
| 3º      | Third Division South         | 26             | 1920-1921 | 1957-1958       | 65     |
| 3º      | Third Division               | 22             | 1964-1965 | 1988-1989       | 65     |
| 3º      | Second Division              | 4              | 1996-1997 | 1999-2000       | 65     |
| 3º      | Football League One          | 13             | 2005-2006 | 2021-2002       | 65     |
| 4º      | Fourth Division              | 12             | 1958-1959 | 1991-1992       | 24     |
| 4º      | Third Division               | 4              | 1992-1993 | 1995-1996       | 24     |
| 4º      | Football League Two          | 8              | 2008-2009 | 2025-2026       | 24     |

### Statistiche individuali
| Record di presenze - 655 Ron Hillyard (1974-1991) - 616 John Simpson (1957-1972) - 543 Mark Weatherly (1974-1989) - 523 Jimmy Boswell (1946-1958) - 434 Charlie Marks (1943-1957) - 419 Dick Tydeman (1969-1977; 1981-1984) - 396 Paul Smith (1997-2006) - 395 Jock Robertson (1919-1933) - 387 Brian Yeo (1963-1975) - 379 Nicky Southall (1997–2001; 2002–2005; 2007–2009; 2010–2012) | Record di reti - 149 Brian Yeo (1963-1975) - 120 Hughie Russell (1946-1952) - 113 Tug Wilson (1936-1949) - 110 Tony Cascarino (1981-1987) 110 Brian Gibbs (1962-1969) - 104 Steve Lovell (1986-1993) - 102 Damien Richardson (1972-1991) - 89 Ken Price (1976-1983) - 81 Cody McDonald (2010-2011; 2013-2017) - 77 Ernie Morgan (1953-1957) 77 Danny Westwood (1975-1982) |

## Organico

### Rosa 2024-2025
Aggiornata al 24 dicembre 2024
| N. |                        | Ruolo | Calciatore         |
| -- | ---------------------- | ----- | ------------------ |
| 1  | Inghilterra (bandiera) | P     | Glenn Morris       |
| 2  | Inghilterra (bandiera) | D     | Remeao Hutton      |
| 3  | Inghilterra (bandiera) | D     | Max Clark          |
| 4  | Irlanda (bandiera)     | C     | Conor Masterson    |
| 5  | Germania (bandiera)    | D     | Max Ehmer          |
| 6  | Inghilterra (bandiera) | C     | Ethan Coleman      |
| 7  | Scozia (bandiera)      | C     | Jack Nolan         |
| 8  | Inghilterra (bandiera) | C     | Armani Little      |
| 9  | Inghilterra (bandiera) | A     | Josh Andrews       |
| 10 | Galles (bandiera)      | C     | Jonny Williams     |
| 11 | Inghilterra (bandiera) | C     | Aaron Rowe         |
| 12 | Inghilterra (bandiera) | A     | Oli Hawkins        |
| 13 | Inghilterra (bandiera) | P     | Luca Ashby-Hammond |
| 14 | Inghilterra (bandiera) | D     | Robbie McKenzie    |
| 17 | Inghilterra (bandiera) | C     | Jayden Clarke      |

| N. |                             | Ruolo | Calciatore      |
| -- | --------------------------- | ----- | --------------- |
| 18 | Cipro (bandiera)            | A     | Marcus Wyllie   |
| 20 | Inghilterra (bandiera)      | A     | Elliott Nevitt  |
| 21 | Irlanda del Nord (bandiera) | C     | Euan Williams   |
| 22 | Irlanda (bandiera)          | C     | Shadrach Ogie   |
| 23 | Inghilterra (bandiera)      | C     | Bradley Dack    |
| 24 | Inghilterra (bandiera)      | A     | Jacob Wakeling  |
| 25 | Inghilterra (bandiera)      | P     | Jake Turner     |
| 29 | Inghilterra (bandiera)      | A     | Joseph Gbode    |
| 30 | Inghilterra (bandiera)      | D     | Sam Gale        |
| 32 | Inghilterra (bandiera)      | C     | George Lapslie  |
| 35 | Scozia (bandiera)           | A     | Joshua Bayliss  |
| 38 | Francia (bandiera)          | C     | Timothée Dieng  |
|    | Inghilterra (bandiera)      | C     | Stanley Skipper |
|    | Inghilterra (bandiera)      | P     | Taite Holtam    |

### Rosa 2023-2024
Aggiornata al 18 settembre 2023
| N. |                             | Ruolo | Calciatore      |
| -- | --------------------------- | ----- | --------------- |
| 1  | Inghilterra (bandiera)      | P     | Glenn Morris    |
| 2  | Inghilterra (bandiera)      | D     | Cheye Alexander |
| 3  | RD del Congo (bandiera)     | D     | David Tutonda   |
| 4  | Inghilterra (bandiera)      | C     | Will Wright     |
| 5  | Germania (bandiera)         | D     | Max Ehmer       |
| 6  | Irlanda (bandiera)          | C     | Shaun Williams  |
| 7  | Scozia (bandiera)           | C     | Alex MacDonald  |
| 8  | Inghilterra (bandiera)      | C     | Stuart O'Keefe  |
| 11 | Irlanda del Nord (bandiera) | C     | Ben Reeves      |
| 13 | Inghilterra (bandiera)      | D     | Scott Malone    |
| 14 | Inghilterra (bandiera)      | D     | Robbie McKenzie |
| 15 | Guyana (bandiera)           | C     | Callum Harriott |
| 16 | Galles (bandiera)           | C     | Dom Jefferies   |
| 17 | Inghilterra (bandiera)      | C     | Jayden Clarke   |
| 19 | Inghilterra (bandiera)      | A     | Lewis Walker    |

| N. |                        | Ruolo | Calciatore       |
| -- | ---------------------- | ----- | ---------------- |
| 20 | Inghilterra (bandiera) | A     | Tom Nichols      |
| 21 | Inghilterra (bandiera) | C     | Hakeeb Adelakun  |
| 22 | Inghilterra (bandiera) | C     | Jordan Green     |
| 23 | Inghilterra (bandiera) | C     | Connor Mahoney   |
| 24 | Inghilterra (bandiera) | C     | Scott Kashket    |
| 25 | Inghilterra (bandiera) | P     | Jake Turner      |
| 28 | Inghilterra (bandiera) | A     | Oliver Hawkins   |
| 29 | Inghilterra (bandiera) | A     | Joseph Gbode     |
| 35 | Inghilterra (bandiera) | A     | Tristan Abrahams |
| 38 | Francia (bandiera)     | C     | Timothée Dieng   |
| 44 | Irlanda (bandiera)     | C     | Aiden O'Brien    |
| 45 | Zimbabwe (bandiera)    | A     | Macauley Bonne   |
| 49 | Inghilterra (bandiera) | C     | George Lapslie   |
|    | Inghilterra (bandiera) | C     | Ethan Coleman    |

### Rosa 2022-2023
Aggiornata al 2 marzo 2023
| N. |                             | Ruolo | Calciatore      |
| -- | --------------------------- | ----- | --------------- |
| 1  | Inghilterra (bandiera)      | P     | Glenn Morris    |
| 2  | Inghilterra (bandiera)      | D     | Cheye Alexander |
| 3  | RD del Congo (bandiera)     | D     | David Tutonda   |
| 4  | Inghilterra (bandiera)      | C     | Will Wright     |
| 5  | Germania (bandiera)         | D     | Max Ehmer       |
| 6  | Irlanda (bandiera)          | C     | Shaun Williams  |
| 7  | Scozia (bandiera)           | C     | Alex MacDonald  |
| 8  | Inghilterra (bandiera)      | C     | Stuart O'Keefe  |
| 11 | Irlanda del Nord (bandiera) | C     | Ben Reeves      |
| 14 | Inghilterra (bandiera)      | D     | Robbie McKenzie |
| 15 | Guyana (bandiera)           | C     | Callum Harriott |
| 16 | Galles (bandiera)           | C     | Dom Jefferies   |
| 17 | Inghilterra (bandiera)      | C     | Jayden Clarke   |
| 19 | Inghilterra (bandiera)      | A     | Lewis Walker    |

| N. |                        | Ruolo | Calciatore       |
| -- | ---------------------- | ----- | ---------------- |
| 20 | Inghilterra (bandiera) | A     | Tom Nichols      |
| 21 | Inghilterra (bandiera) | C     | Hakeeb Adelakun  |
| 22 | Inghilterra (bandiera) | C     | Jordan Green     |
| 23 | Irlanda (bandiera)     | D     | Conor Masterson  |
| 24 | Inghilterra (bandiera) | C     | Scott Kashket    |
| 25 | Inghilterra (bandiera) | P     | Jake Turner      |
| 28 | Inghilterra (bandiera) | A     | Oliver Hawkins   |
| 29 | Inghilterra (bandiera) | A     | Joseph Gbode     |
| 35 | Inghilterra (bandiera) | A     | Tristan Abrahams |
| 38 | Francia (bandiera)     | C     | Timothée Dieng   |
| 44 | Irlanda (bandiera)     | C     | Aiden O'Brien    |
| 49 | Inghilterra (bandiera) | C     | George Lapslie   |
|    | Inghilterra (bandiera) | C     | Ethan Coleman    |

### Rosa 2021-2022
Aggiornata al 18 gennaio 2022
| N. |                             | Ruolo | Calciatore            |
| -- | --------------------------- | ----- | --------------------- |
| 1  | Svezia (bandiera)           | P     | Pontus Dahlberg       |
| 2  | Inghilterra (bandiera)      | D     | Ryan Jackson          |
| 3  | RD del Congo (bandiera)     | D     | David Tutonda         |
| 4  | Inghilterra (bandiera)      | C     | Stuart O'Keefe        |
| 5  | Germania (bandiera)         | D     | Max Ehmer             |
| 6  | Inghilterra (bandiera)      | D     | Jack Tucker           |
| 7  | Scozia (bandiera)           | C     | Alex MacDonald        |
| 8  | Inghilterra (bandiera)      | C     | Kyle Dempsey          |
| 9  | Scozia (bandiera)           | A     | Thomas Dickson-Peters |
| 10 | Inghilterra (bandiera)      | C     | Olly Lee              |
| 11 | Irlanda del Nord (bandiera) | C     | Ben Reeves            |
| 12 | Francia (bandiera)          | P     | Aaron Chapman         |

| N. |                              | Ruolo | Calciatore        |
| -- | ---------------------------- | ----- | ----------------- |
| 14 | Inghilterra (bandiera)       | D     | Robbie McKenzie   |
| 15 | Inghilterra (bandiera)       | A     | John Akinde       |
| 16 | Inghilterra (bandiera)       | C     | Daniel Adshead    |
| 17 | Inghilterra (bandiera)       | C     | Danny Lloyd       |
| 18 | Inghilterra (bandiera)       | D     | Rhys Bennett      |
| 19 | Inghilterra (bandiera)       | A     | Vadaine Oliver    |
| 20 | Trinidad e Tobago (bandiera) | C     | Daniel Phillips   |
| 22 | Inghilterra (bandiera)       | A     | Gerald Sithole    |
| 23 | Inghilterra (bandiera)       | D     | Harvey Lintott    |
| 24 | Gambia (bandiera)            | C     | Mustapha Carayol  |
| 33 | Stati Uniti (bandiera)       | A     | Charlie Kelman    |
|    | RD del Congo (bandiera)      | D     | Christian Maghoma |

### Rosa 2017-2018
| N. |                              | Ruolo | Calciatore        |
| -- | ---------------------------- | ----- | ----------------- |
| 2  | Inghilterra (bandiera)       | D     | Luke O'Neill      |
| 3  | Irlanda (bandiera)           | D     | Bradley Garmston  |
| 4  | Inghilterra (bandiera)       | D     | Alex Lacey        |
| 5  | Germania (bandiera)          | D     | Max Ehmer         |
| 6  | RD del Congo (bandiera)      | D     | Gabriel Zakuani   |
| 7  | Inghilterra (bandiera)       | C     | Scott Wagstaff    |
| 8  | Inghilterra (bandiera)       | C     | Jake Hessenthaler |
| 9  | Inghilterra (bandiera)       | A     | Tom Eaves         |
| 10 | Irlanda (bandiera)           | A     | Conor Wilkinson   |
| 11 | Inghilterra (bandiera)       | C     | Lee Martin        |
| 12 | Inghilterra (bandiera)       | D     | Connor Ogilvie    |
| 13 | Rep. Ceca (bandiera)         | P     | Tomáš Holý        |
| 14 | Antigua e Barbuda (bandiera) | A     | Josh Parker       |
| 15 | Galles (bandiera)            | C     | Aaron Morris      |
| 16 | Inghilterra (bandiera)       | C     | Billy Bingham     |

| N. |                        | Ruolo | Calciatore        |
| -- | ---------------------- | ----- | ----------------- |
| 18 | Inghilterra (bandiera) | C     | Bradley Stevenson |
| 19 | Inghilterra (bandiera) | D     | Ben Nugent        |
| 20 | Inghilterra (bandiera) | C     | Darren Oldaker    |
| 21 | Inghilterra (bandiera) | A     | Elliott List      |
| 22 | Inghilterra (bandiera) | C     | Ben Chapman       |
| 24 | Inghilterra (bandiera) | A     | Gregory Cundle    |
| 25 | Inghilterra (bandiera) | D     | Finn O'Mara       |
| 26 | Irlanda (bandiera)     | D     | Callum Reilly     |
| 27 | Inghilterra (bandiera) | A     | Liam Nash         |
| 29 | Inghilterra (bandiera) | P     | Jesse Starkey     |
| 30 | Inghilterra (bandiera) | P     | Tom Hadler        |
| 33 | Irlanda (bandiera)     | C     | Mark Byrne        |
| 37 | Iran (bandiera)        | C     | Navid Nasseri     |
| 44 | Belgio (bandiera)      | C     | Franck Moussa     |
|    | Irlanda (bandiera)     | A     | Rhys Murphy       |

### Rosa 2016-2017
| N. |                             | Ruolo | Calciatore        |
| -- | --------------------------- | ----- | ----------------- |
| 1  | Inghilterra (bandiera)      | P     | Stuart Nelson     |
| 2  | Inghilterra (bandiera)      | D     | Ryan Jackson      |
| 3  | Irlanda (bandiera)          | D     | Brad Garmston     |
| 4  | Inghilterra (bandiera)      | C     | Jamie O'Hara      |
| 5  | Germania (bandiera)         | D     | Max Ehmer         |
| 6  | Inghilterra (bandiera)      | D     | Adedeji Oshilaja  |
| 7  | Inghilterra (bandiera)      | C     | Scott Wagstaff    |
| 8  | Inghilterra (bandiera)      | C     | Jake Hessenthaler |
| 9  | Irlanda del Nord (bandiera) | A     | Rory Donnelly     |
| 10 | Inghilterra (bandiera)      | A     | Cody McDonald     |
| 11 | Inghilterra (bandiera)      | C     | Billy Knott       |
| 12 | Inghilterra (bandiera)      | P     | Paul Konchesky    |
| 13 | Inghilterra (bandiera)      | P     | Tom Hadler        |
| 14 | Inghilterra (bandiera)      | A     | Dominic Samuel    |
| 15 | Galles (bandiera)           | C     | Aaron Morris      |

| N. |                        | Ruolo | Calciatore         |
| -- | ---------------------- | ----- | ------------------ |
| 16 | Irlanda (bandiera)     | A     | Emmanuel Osadebe   |
| 17 | Inghilterra (bandiera) | A     | Joe Quigley        |
| 18 | Inghilterra (bandiera) | D     | Josh Pask          |
| 20 | Inghilterra (bandiera) | C     | Darren Oldaker     |
| 21 | Inghilterra (bandiera) | A     | Elliott List       |
| 22 | Inghilterra (bandiera) | C     | Mitchell Dickenson |
| 23 | Inghilterra (bandiera) | D     | Bradley Dack       |
| 24 | Inghilterra (bandiera) | A     | Gregory Cundle     |
| 30 | Inghilterra (bandiera) | P     | Jonathan Bond      |
| 33 | Inghilterra (bandiera) | C     | Mitchell Dickenson |
| 34 | Inghilterra (bandiera) | A     | Harry Cornick      |
| 35 | Inghilterra (bandiera) | A     | Elliott List       |
| 44 | Inghilterra (bandiera) | C     | Josh Wright        |

### Rosa 2015-2016
| N. |                        | Ruolo | Calciatore         |
| -- | ---------------------- | ----- | ------------------ |
| 1  | Inghilterra (bandiera) | P     | Stuart Nelson      |
| 2  | Inghilterra (bandiera) | D     | Ryan Jackson       |
| 3  | Irlanda (bandiera)     | D     | Brad Garmston      |
| 4  | Irlanda (bandiera)     | D     | John Egan          |
| 5  | Germania (bandiera)    | D     | Max Ehmer          |
| 7  | Inghilterra (bandiera) | C     | Doug Loft          |
| 8  | Inghilterra (bandiera) | C     | Jake Hessenthaler  |
| 9  | Galles (bandiera)      | C     | George Williams    |
| 10 | Inghilterra (bandiera) | A     | Cody McDonald      |
| 11 | Inghilterra (bandiera) | C     | Jermaine McGlashan |
| 12 | Inghilterra (bandiera) | P     | Glenn Morris       |
| 14 | Inghilterra (bandiera) | A     | Dominic Samuel     |
| 15 | Galles (bandiera)      | C     | Aaron Morris       |
| 16 | Irlanda (bandiera)     | A     | Emmanuel Osadebe   |

| N. |                             | Ruolo | Calciatore         |
| -- | --------------------------- | ----- | ------------------ |
| 17 | Irlanda del Nord (bandiera) | A     | Rory Donnelly      |
| 18 | Galles (bandiera)           | C     | Andrew Crofts      |
| 19 | Inghilterra (bandiera)      | C     | Luke Norris        |
| 22 | Inghilterra (bandiera)      | P     | Josh Hare          |
| 23 | Inghilterra (bandiera)      | D     | Bradley Dack       |
| 24 | Inghilterra (bandiera)      | D     | Brennan Dickenson  |
| 25 | Inghilterra (bandiera)      | A     | Aaron Millbank     |
| 27 | Inghilterra (bandiera)      | P     | Tom Hadler         |
| 28 | Inghilterra (bandiera)      | C     | Michael Freiter    |
| 33 | Inghilterra (bandiera)      | C     | Mitchell Dickenson |
| 34 | Inghilterra (bandiera)      | C     | Darren Oldaker     |
| 35 | Inghilterra (bandiera)      | A     | Elliott List       |
| 44 | Inghilterra (bandiera)      | C     | Josh Wright        |
| 50 | Inghilterra (bandiera)      | C     | Adedeji Oshilaja   |